# El lobo y el león (película)
El lobo y el león (título original en francés: Le loup et le lion) es una película infantil de 2021 dirigida por Gilles de Maistre, quien también escribió el guion junto a su esposa Prune de Maistre. La película está protagonizada por Molly Kunz como Alma, que regresa a la cabaña de su difunto abuelo y acaba cuidando de un cachorro de lobo y un cachorro de león que crecen juntos como hermanos. La película se estrenó el 25 de septiembre de 2021 en el Festival de Cine de Zúrich, donde ganó el premio a la mejor película infantil. Posteriormente tuvo su estreno general el 13 de octubre de 2021.

## Reparto
- Molly Kunz como Alma
- Graham Greene como Joe
- Charlie Carrick

## Producción
Gilles de Maistre dijo que durante el rodaje de Mia et le Lion blanc tuvo una conversación con el entrenador de lobos Andrew Simpson y el entrenador de leones Kevin Richardson que le dio la idea de la película. Luego escribió un guion con su esposa Prune de Maistre. Paddington (el lobo) y Walter (el león) se criaron juntos desde la edad de 5 semanas. Solo unas pocas personas, incluida Molly Kunz, podían acercarse a ellos, el equipo de filmación y los demás actores estaban detrás de las jaulas. La producción se adaptó a sus animales estrella, lo que resultó en 16 revisiones de guion. Después de filmar, Paddington y Walter continúan viviendo juntos en Canadá en la reserva de Andrew Simpson.

## Estreno
El lobo y el león se estrenó en el Festival de Cine de Zúrich el 25 de septiembre de 2021, y el estreno general comenzó el 13 de octubre de 2021. Blue Fox Entertainment obtuvo los derechos de distribución en EE. UU., donde se estrenó el 4 de febrero de 2022.